# Gordius pioltii
Gordius pioltii är en djurart som tillhör fylumet tagelmaskar, och som beskrevs av Lorenzo Camerano 1887. Gordius pioltii ingår i släktet Gordius, och familjen Gordiidae. Inga underarter finns listade i Catalogue of Life.